# جائزة الأرجنتين الكبرى للدراجات النارية 2018
جائزة الأرجنتين الكبرى للدراجات النارية 2018 هو سباق دراجات نارية أقيم بتاريخ 8 أبريل 2018 في سانتياغو ديل استيرو، الأرجنتين. كان الجولة الثانية من أصل 19 في سباق الجائزة الكبرى للدراجات النارية موسم 2018. فاز كال كروتشلوو بفئة الموتو جي بي بينما جاء جوان زاركو في المركز الثاني وحصل على المركز الثالث أليكس رينز. فاز بفئة الموتو 2 الإيطالي ماتيا باسيني.